# Classic International Cruises

Die Athena im November 2005 in Nizza

Classic International Cruises war eine britisch-australische Reederei, die sich auf die Vermarktung von klassischen Kreuzfahrtschiffen spezialisiert hatte.

## Geschichte
Classic International Cruises wurde im Jahr 1985 als Arcalia Shipping Company Ltd gegründet. Als erstes Schiff wurde die Funchal gekauft und in Dienst gestellt. Dieses Schiff blieb bis 1994 das einzige und erst durch den Kauf der Princess Danae, welche 1955 gebaut wurde, nahm die Classic International Cruises ein weiteres Schiff in Dienst. Das neue Schiff hatte eine komplett weiße Außenlackierung sowie das Segelschifflogo am Schornstein. Die Funchal war ebenfalls weiß lackiert, hatte aber im Gegensatz einen gelb-blauen Streifen entlang der Außenhülle. Erst im Jahr 2000 erhielt es die endgültige Bemalung mit einem blauen Streifen und dem Logo am Schornstein.
Von 2000 bis 2008 wurden weitere drei Schiffe durch die Classic International Cruises gekauft, die Arion, die Athena sowie die Princess Daphne, die ein Schwesterschiff der Princess Danae war.
Ende 2012 wurden die Princess Danae, die Princess Daphne, die Athena und die Arion wegen offener Geldforderungen arrestiert. Nur die Funchal blieb vom Arrest verschont, da sie sich zu diesem Zeitpunkt im Trockendock befand, um für die Einhaltung der neuesten SOLAS-Vorschriften umgerüstet zu werden. Im Dezember 2012 wurde die insolvente Reederei aufgelöst und die Schiffe an neue Betreiber verkauft.
Die Hauptgeschäftsstelle der Classic International Cruises befand sich in Neutral Bay, Australien. Außerdem wurden in Europa sechs Verkaufsbüros betrieben: Paris (Frankreich), Piräus (Griechenland), Lissabon (Portugal), Sollentuna (Schweden) und London (England).

## Flotte
Alle Schiffe fuhren unter portugiesischer Flagge.
| Schiff          | Baujahr | Einsatz   | Vermessung (in BRZ) | Status                                                                             |
| --------------- | ------- | --------- | ------------------- | ---------------------------------------------------------------------------------- |
| Funchal         | 1961    | 1985–2012 | 9.563               | vorher im Einsatz als portugiesisches Passagierschiff und Präsidentenyacht.        |
| Princess Danae  | 1955    | 1994–2012 | 16.335              | Umbau 1972, nahezu identisch mit der Princess Daphne, 2015 in Aliağa verschrottet. |
| Arion           | 1965    | 1999–2012 | 24.351              | in Jugoslawien als Istra gebaut, 2018 in Aliağa verschrottet.                      |
| Athena          | 1948    | 2005–2012 | 10.603              | in Göteborg, Schweden gebaut als Stockholm, Umbau 1994.                            |
| Princess Daphne | 1955    | 2008–2012 | 15.833              | Umbau 1972, im Jahr 2009 in Princess Daphne umbenannt, 2014 in Alang verschrottet. |